# IBD戴森罗斯工程
IBD 戴森罗斯工程是一家专门从事军用车辆装甲设计的德国公司。他们成立于 1981 年，专注于开发适用于爆炸反应装甲 (ERA) 的新型爆炸物的应用。整个 20 世纪 80 年代，他们为德国联邦国防军开发了许多单独的应用项目。1994 年，他们推出了使用陶瓷装甲的 MEXAS 装甲系统，该系统作为各种装甲车辆（主要是北约）的升级系统非常受欢迎。 MEXAS 于 2006 年被 AMAP 取代，其中包括各种主动和被动模块化装甲。
该公司于 1991 年成立了生产部门 Chempro。 Chempro 于 2007 年被莱茵金属收购，并将其与其现有的弹药部门合并，成立莱茵金属 Chempro。两家公司于同年成立了 ADS Protection，生产主动装甲系统（“硬杀”）。 2019年6月1日，莱茵金属收购了IBD 戴森罗斯的大部分剩余资产，并成立了莱茵金属保护系统有限公司。

### 引文
1. ↑  . （原始内容存档于2018-06-18）.
2. ↑  Gerhard Heiming. . Europäische Sicherheit & Technik. 2019-03-27. （原始内容存档于2024-01-03） （德语）.
3. ↑  . Rheinmetall Defence. （原始内容存档于2023-02-08）.
4. ↑  . Bundeswehr Journal. 2019-03-30. （原始内容存档于2024-01-28）.